# Pretvorba (transupstancijacija)
Pretvorba ili transupstancijacija je dogma Katoličke Crkve prema kojoj se kruh i vino na svetoj misi slavljem euharistije pretvaraju u Tijelo, Krv, Dušu i Božanstvo Isusa Krista te da je u njima Krist stvarno, a ne simbolički prisutan. Pretvorba se događa u unutarnjoj bîti (supstanciji), a ne u vanjskom izgledu. Učenje o pretvorbi zastupali su crkveni oci i rani kršćani, a danas ga ispovijedaju Katolička Crkva i pravoslavlje.

## Povijest pojma
Opat Pashasije Radbert, u svome spisu o Tajnoj večeri zagovara učenje o transubstancijaciji. S njim se sporio Ratramne de Corbie, koji je kao redovnik u istoj opatiji izrekao stajalište o samo simboličkoj nazočnosti Krista u euharistiji. Odlučnog protivnika Pashasije Radbert je međutim našao u usamljenom mislitelju svoga doba, Skotu Eriugeni, opatu od Malmesberija, kojega su kao glasnog protivnika Pashasijevog učenja ubila njegova subraća oko 889. godine.
Prvi autor koji je uporabio sam pojam transubstantiatio bio je Ronaldo Bandinelli, budući papa Aleksandar III.. Pojam je kasnije preuzet od Tome Akvinskoga i općenito od skolastike, koji preciziraju značenje. U pontifikalnim dokumentima pojam se prvi put pojavljuje na IV. lateranskom saboru 1215.
Istu vjeru kasnije potvrđuje i definitivno formulira Tridentski sabor (1545. – 1563.). Tridentski sabor u dogmatskoj definiciji 11. studenoga 1551. navodi:
Pozvavši se na Tomu Akvinskoga, koji kaže:

## Protestantizam
Protestanti ne priznaju samu pretvorbu, nego vjeruju da to rade na spomen na Isusovu smrt i da time izražavaju vjeru u njegov skori dolazak, a ne provode zbiljsko lomljenje Isusova tijela i pijenje njegove krvi. Drže da autoritet o nauku ima samo Bog i Biblija. Luteranske i neke druge protestantske crkve vjeruju u zbiljsku Isusovu nazočnost, ali ne u transupstancijaciju, nego u konsupstancijaciju. Konsupstancijacija znači da su nakon pretvorbe uz bit Isusova tijela i krvi i dalje nazočni i bit (supstancija) kruha i vina. Kod transupstancijacije bit Isusova tijela i krvi je zamijenila bit kruha i vina, tako da bit kruha i vina nakon pretvorbe više nije nazočna.
Zbog neprihvaćanja učenja o transupstancijaciji među ostalima pogubljeni su: John Frith, Hugh Latimer i Thomas Cranmer dok su protestanti pogubljivali katolike koji su ispovijedali vjeru u transupstancijaciju, npr. Fidel Sigmaringenski (1622.), Marko Križevčanin, Melkior Grodziecki, Stjepan Pongrácz (7. rujna 1619.) i Ivan Sarkander (18. veljače 1620.).